# 부산 정보센터
부산 정보센터는 KBS부산 1라디오와 KBS울산 1라디오에서 동시 방송했던 시사교양 프로그램이다.

## 역사
2003년 7월 14일 《라디오정보센터 KBS부산·울산입니다》로 첫방송을 시작해, 2021년 2월 8일부터 "부산 정보센터"로 제목을 변경하여 방송했으나, 2023년 5월 19일 방송을 마지막으로 20년만에 폐지되었다.

## 주파수 안내
- 부산 FM 103.7㎒, AM 891㎑
- 울산 FM 90.7㎒, AM 1449㎑

## 역대 방송시간
| 방송 채널                       | 방송 기간                         | 방송 시간                         |
| ------------------------------- | --------------------------------- | --------------------------------- |
| KBS부산 1라디오 KBS울산 1라디오 | 2003년 7월 14일 ~ 2004년 4월 24일 | 월~토요일 오전 11:10 ~ 오전 11:58 |
| KBS부산 1라디오 KBS울산 1라디오 | 2004년 4월 26일 ~ 2010년 4월 16일 | 평일 오전 11:10 ~ 오전 11:58      |
| KBS부산 1라디오 KBS울산 1라디오 | 2010년 4월 19일 ~ 2020년 1월 31일 | 평일 오전 11:10 ~ 오전 11:40      |
| KBS부산 1라디오 KBS울산 1라디오 | 2020년 2월 3일 ~ 2021년 9월 24일  | 평일 오전 11:05 ~ 오전 11:40      |
| KBS부산 1라디오 KBS울산 1라디오 | 2021년 9월 27일 ~ 2023년 5월 19일 | 평일 오전 11:30 ~ 오전 11:58      |

## 역대 진행자
- 차경애 아나운서
- 최현호 아나운서